# Vuelo 80 de FedEx Express
El vuelo 80 de FedEx Express fue un vuelo de carga programado desde el Aeropuerto Internacional de Cantón-Baiyun, China hasta el Aeropuerto Internacional de Narita, Japón, operado por FedEx Express. A las 06:48 JST (UTC+09:00) del 23 de marzo de 2009, el McDonnell Douglas MD-11F (N526FE)que operaba el vuelo se estrelló al intentar aterrizar en la pista 34L en condiciones meteorológicas racheadas y muy variables, incluyendo vientos de más de 40 nudos (74 km/h). La aeronave se desestabilizó después del enderezamiento, que se ejecutó tarde y con una entrada excesiva del elevador con el morro arriba. Posteriormente, grandes entradas con el morro abajo provocaron cambios abruptos en el cabeceo del avión y aumentaron la velocidad y la severidad de los toques durante el aterrizaje con rebote.Esto provocó una falla estructural del tren de aterrizaje y la estructura del avión. El avión se detuvo fuera de la pista, volcado y en llamas.El capitán y el primer oficial eran los únicos ocupantes y ambos fallecieron en el accidente. El equipo de rescate del aeropuerto sacó a los pilotos de la aeronave e intentó trasladarlos a un hospital, pero la tripulación falleció a causa de sus heridas antes de recibir atención médica.

## Aeronave

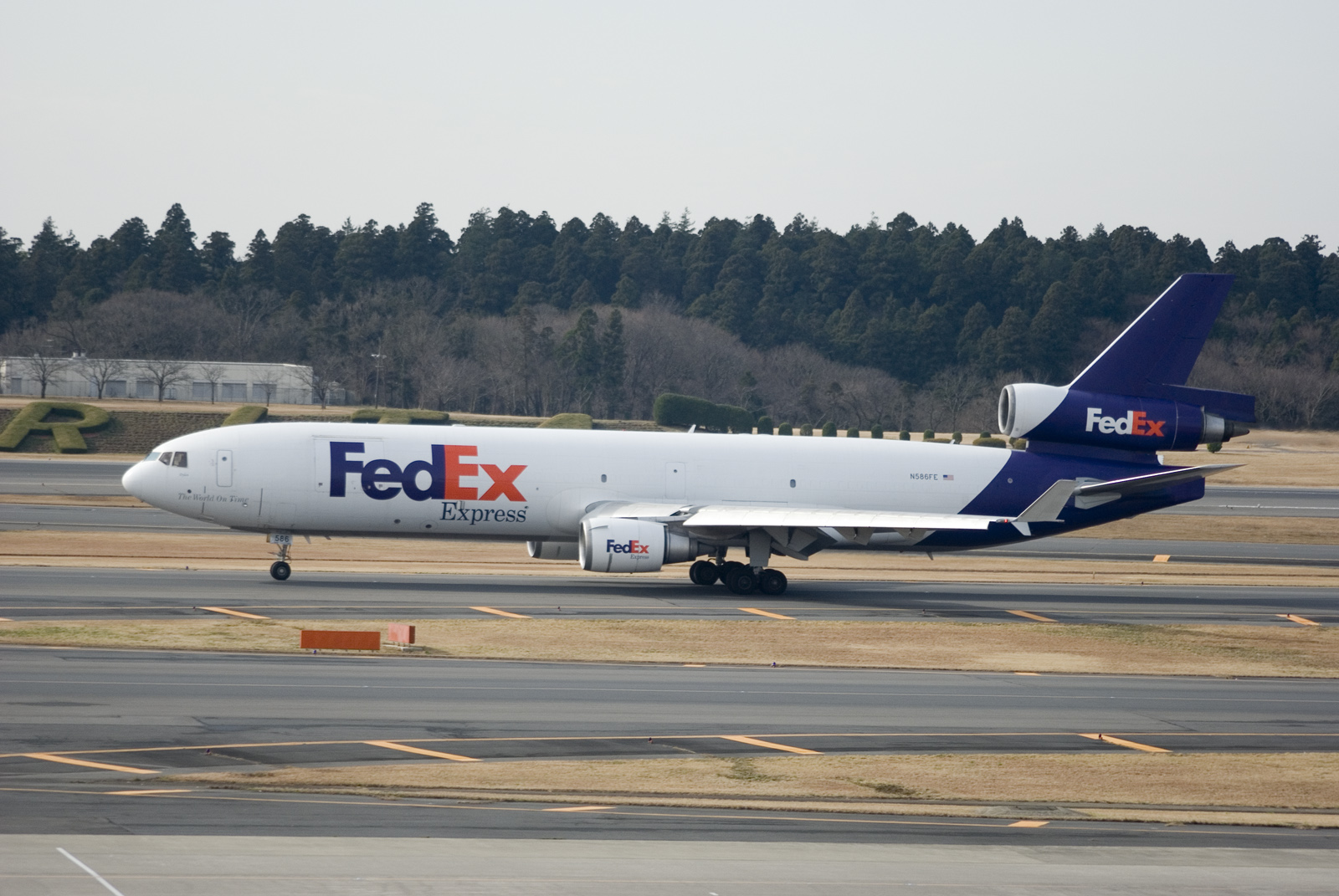
La aeronave involucrada en el incidente cuando operaba bajo la propiedad de Delta Air Lines con la librea de FedEx, rodando en Aeropuerto Internacional de Zúrich en 2002.

La aeronave involucrada era un McDonnell Douglas MD-11 con número de construcción 48600, que efectuó su vuelo inaugural el 1 de diciembre de 1993. El avión se construyó en 1994como un avión de pasajeros MD-11. Fue adquirido temporalmente por la Administración Nacional de Aeronáutica y el Espacio (NASA) para usarlo como banco de pruebas de su sistema de aeronaves de propulsión controlada (PCA) en 1995.Posteriormente fue propiedad y operado por Delta Air Lines desde 1996 a 2004 bajo la matrícula N813DE de la FAA en dicha configuración.El trirreactor se vendió a FedEx en octubre de 2004, cuando Delta retiró su flota de MD-11 para sustituirla por Boeing 767 y Boeing 777 bimotores más eficientes en sus rutas de larga distancia. Tras su adquisición por FedEx, el avión permaneció almacenado en el Aeropuerto Phoenix Goodyear, en Goodyear, Arizona, a la espera de su conversión a un MD-11F por parte de Dimension Aviation, Inc., contratista de conversión de fuselajes de la División Douglas Products de Boeing, ubicada en dicho aeropuerto. El avión entró en servicio con FedEx en su configuración exclusivamente de carga a finales de 2006, como N526FE. Estaba propulsado por tres motores Pratt & Whitney PW4462.

## Acontecimientos
El vuelo despegó de Cantón a las 02:06 CST (UTC+08:00) y se esperaba que llegara a Narita a las 06:53 JST (UTC+09:00), un tiempo de vuelo planificado de poco menos de cuatro horas.A las 06:43:57, el control de tráfico aéreo informó a la tripulación de vuelo que un 747 había aterrizado a las 06:41 y reportó una cizalladura del viento de ±15 nudos (28 km/h) por debajo de 2000 pies (610 m).Los vientos en la superficie en el momento del accidente fueron reportados como de 320° a 26 nudos (30 mph; 48 km/h) con ráfagas de hasta 40 nudos (46 mph; 74 km/h).Tras un aterrizaje brusco en la pista 34L, el avión rebotó tres veces, volviendo a caer sobre el tren de aterrizaje delantero (una situación llamada "marsopa"), lo que provocó la pérdida de control direccional y de altitud. El ala izquierda impactó contra el suelo al fallar el tren de aterrizaje, lo que provocó que la aeronave virara a la izquierda, se incendiara y se volcara al romperse la estructura, quedando invertida en la hierba a la izquierda de la pista.Los bomberos tardaron aproximadamente dos horas en extinguir el incendio, que destruyó completamente el avión y su contenido.

### Muertes

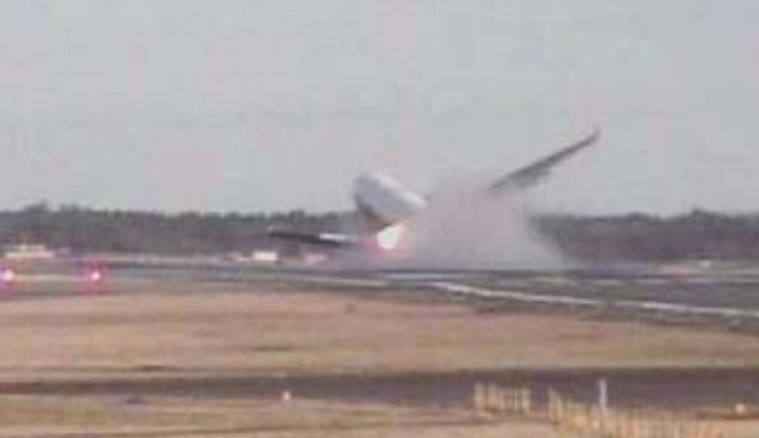
Una imagen fija del vuelo 80 cuando el tren de aterrizaje colapsó y el avión se volcó.

Las únicas personas a bordo del avión eran el capitán, Kevin Kyle Mosley, de 54 años, de Hillsboro, Oregón, y el primer oficial Anthony Stephen Pino, de 49 años, de San Antonio, Texas.Ambos pilotos fueron trasladados al Hospital de la Cruz Roja Japonesa de Narita (成田赤十字病院 Narita Seki Jūji Byōin), donde fueron declarados muertos. El capitán Mosley, expiloto de caza del Cuerpo de Marines de los Estados Unidos, trabajaba para FedEx Express desde el 1 de julio de 1996 y acumulaba más de 12.800 horas de vuelo, incluidas 3.648 horas en el MD-11.El primer oficial Pino, ex piloto del C-5 Galaxy de la Fuerza Aérea de los Estados Unidos (1981-2004), se unió a FedEx Express en 2006 y había acumulado más de 6.300 horas totales de vuelo en su carrera, 879 de ellas en el MD-11.En tierra no hubo heridos.

### Cierre de la pista

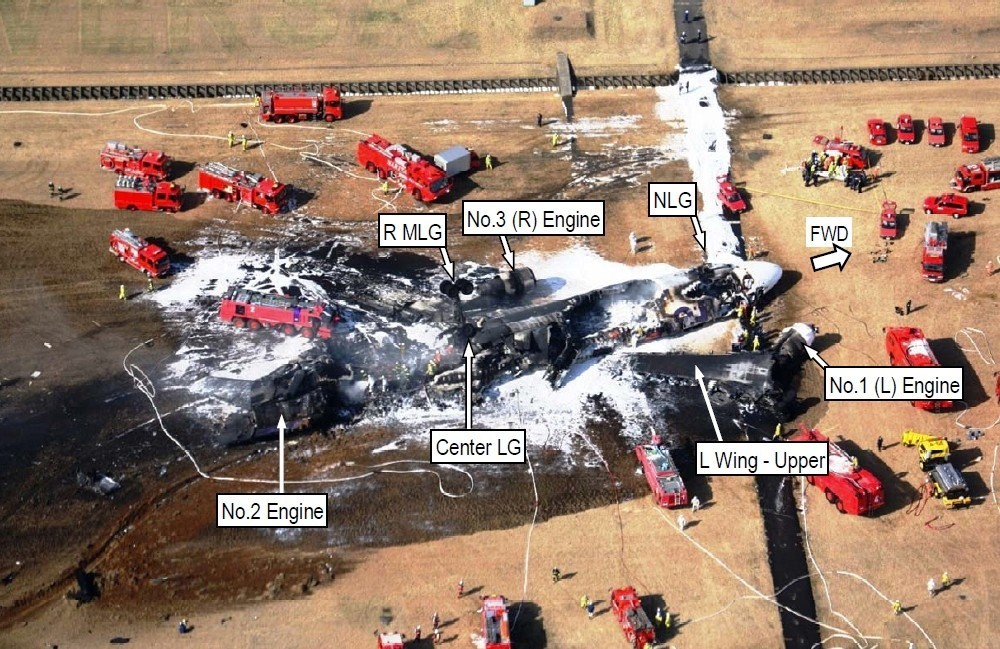
Las consecuencias del vuelo 80.

La pista 16R/34L (longitud 13 125 pies (4001 m)) estuvo cerrada durante muchas horas después del accidente, dejando la 16L/34R, más corta, como la única pista activa disponible.Como resultado, muchos vuelos operados por aeronaves más grandes tuvieron que ser cancelados o desviados a otros aeropuertos, como el cercano Aeropuerto Internacional de Haneda, ya que la pista 16L/34R es demasiado corta (longitud 7150 pies (2179 m)) para que algunos tipos puedan aterrizar de manera segura, y otras limitaciones de infraestructura impidieron aún más la operación de aeronaves comerciales más grandes.

## Causa
La Junta de Seguridad en el Transporte de Japón (JTSB)envió seis investigadores al aeropuerto.La Junta Nacional de Seguridad en el Transporte (NTSB) de Estados Unidos envió un equipo a Japón para ayudar con la investigación.El accidente fue el segundo accidente fatal de FedEx que involucró un avión a reacción, luego de la pérdida de un B747-249F propiedad de FedEx que se estrelló el 18 de febrero de 1989, cerca de Kuala Lumpur, mientras aún estaba pintado con los colores de Flying Tigers después de la adquisición de Flying Tiger Line por FedEx en diciembre de 1988. Este fue el primer accidente fatal en el Aeropuerto Internacional de Narita.
La JTSB atribuyó el accidente a una serie de oscilaciones de prosopa que se desarrollaron durante el aterrizaje,: 97 tras una alta tasa de descenso durante la aproximación final. El copiloto realizó un enderezamiento tardío, en el que la tasa de descenso no se suprimió hasta que el avión estuvo casi en la pista, pero que también minimizaría la "flotación" que podría llevar al avión más abajo en la pista y reducir su distancia de frenado segura, o desviarlo de la línea central con los vientos cruzados existentes. Esta alta tasa de descenso durante el aterrizaje, sumada a fuertes impulsos de morro arriba, causó el primer rebote. Se aplicó un fuerte impulso de morro abajo, lo que provocó un aterrizaje sobre el tren de aterrizaje delantero. Esto se desvía de los procedimientos aprobados para el MD-11 durante un rebote, que especifican que el piloto debe mantener un ángulo de cabeceo de 7,5 grados y usar el empuje para ajustar la tasa de descenso. El avión rebotó en este segundo aterrizaje, cabeceando hacia arriba. Los fuertes impulsos de control del copiloto resultaron en un aterrizaje brusco sobre el tren de aterrizaje principal.  Este aterrizaje final fue lo suficientemente duro (1200 pies/min (6 m/s)) como para causar que el ala izquierda fallara cuando el tren de aterrizaje principal izquierdo transfirió fuerza hacia arriba dentro del ala, excediendo su límite de diseño. El informe de la JTSB sugirió que el incendio podría haberse evitado si el pasador del fusible del tren de aterrizaje hubiera fallado como estaba diseñado, pero que gran parte de la fuerza de aterrizaje fue horizontal al pasador en lugar de vertical, manteniéndolo intacto. El informe también citó el uso del acelerador automático por parte de la tripulación durante el aterrizaje a pesar de las ráfagas de viento.
Como resultado de este accidente, la Junta de Seguridad en el Transporte de Japón publicó su informe final el 26 de abril de 2013, en el que formuló varias nuevas recomendaciones de seguridad, entre ellas: "Para reducir la incidencia de aterrizajes bruscos y rebotes severos en los aviones de la serie MD-11, en los que la sobrecarga se transfiere a los MLG y su estructura de soporte, Boeing debería mejorar la controlabilidad y las características de maniobra mediante la optimización de las funciones del LSAS (Sistema de Aumento de la Estabilidad Longitudinal), la reducción del tiempo de retardo de despliegue del AGS (Spoilers Automáticos de Tierra) y otras medidas posibles. Entre las posibles mejoras de las funciones del LSAS se incluyen: una función para limitar la entrada de un gran impulso del timón de profundidad durante la fase de toma de contacto, un fenómeno común en aterrizajes bruscos severos con destrucción estructural en el MD-11; y una función para ayudar a la recuperación del rebote y a la frustrada en caso de rebote. Para ayudar a los pilotos a realizar la operación de recuperación tras rebotes fuertes y a evaluar la necesidad de la frustrada, se deberían realizar estudios para instalar una pantalla visual y un sistema de advertencia acústica que muestren el estado de aterrizaje del tren de aterrizaje en los aviones de la serie MD-11".: 97 
La investigación sobre el desempeño de los dos pilotos durante el vuelo 80 encontró que ambos exhibían signos de falta de sueño y fatiga, y se escuchó al primer oficial en la grabadora de voz de la cabina hablar sobre cómo no había dormido mucho antes de operar el vuelo.: 14 Un vistazo a la actividad de ambos pilotos en los días previos al vuelo reveló que, según relatos del personal del hotel, transacciones con tarjetas de crédito y otros signos de actividad, ninguno de los pilotos podría haber tenido más de cuatro horas de sueño consecutivo en las veinticuatro horas previas al accidente.
Además, el piloto a los mandos, el primer oficial Anthony Pino, solía actuar como piloto de relevo, tomando el control en pleno vuelo de larga distancia. Por lo tanto, tenía poca experiencia en aterrizajes del MD-11 y los realizaba con muy poca frecuencia.

## Accidente similar previo
El 31 de julio de 1997, otro MD-11F de FedEx (N611FE), operando como el vuelo 14 de FedEx Express, fue dado de baja tras un accidente similar de aterrizaje desestabilizado en el Aeropuerto Internacional Libertad de Newark. Tras un vuelo desde Anchorage, Alaska, la aeronave se estrelló en el aeropuerto poco antes de la medianoche al rebotar dos veces tras un aterrizaje brusco en la pista 22R, lo que provocó la falla del tren de aterrizaje principal derecho. Al igual que en el accidente de Narita, el avión también se incendió al romperse la estructura, volcarse y quedar invertido fuera de la pista. El capitán, el primer oficial y tres pasajeros a bordo sobrevivieron al accidente de Newark de 1997 y lograron escapar del avión en llamas con solo heridas leves.

## Dramatización
Este accidente fue presentado en el quinto episodio de la decimocuarta temporada del programa de televisión canadiense Mayday: catástrofes aéreas, titulado «Muerte en Narita».